# Shahar Mozes
Shahar Mozes (שחר מוזס) est un mathématicien israélien.

## Biographie
Shahar Mozes a reçu en 1991 son doctorat à l'université hébraïque de Jérusalem avec une thèse intitulée Actions of Cartan subgroups, sous la direction de Hillel Furstenberg,. Mozes devient en 1993 maître de conférences, en 1996 professeur associé et en 2002 professeur titulaire, le tout à l'université hébraïque de Jérusalem, à l'Einstein Institute of Mathematics.

## Recherche
Mozes fait des recherches sur les groupes de Lie et les sous-groupes discrets des groupes de Lie, la théorie géométrique des groupes, la théorie ergodique et les pavages apériodiques. Ses collaborateurs incluent Jean Bourgain, Alex Eskin, Elon Lindenstrauss, Gregori Margulis, Alexander Lubotzky ou Hee Oh .

## Distinctions
En 2000, Mozes a reçu le prix Erdős. En 1998, il a été conférencier invité au Congrès international des mathématiciens (ICM) à Berlin avec un exposé intitulé Products of trees, lattices and simple groups. Il a été conférencier plénier à la conférence satellite de l'ICM sur Geometry Topology and Dynamics in Negative Curvature qui s'est tenue à l'Institut de recherche Raman du Centre international des sciences théoriques (ICTS) du 2 au 7 août 2010,

## Publications (sélection)
- 1989 — Shahar Mozes, « Tilings, substitution systems and dynamical systems generated by them », Journal d'Analyse Mathématique, vol. 53, no 1,‎ 1989, p. 139–186 (DOI 10.1007/BF02793412)
- 1990 — Shahar Mozes, « Reflection processes on graphs and Weyl groups », Journal of Combinatorial Theory, Series A, vol. 53, no 1,‎ 1990, p. 128–142 (DOI 10.1016/0097-3165(90)90024-Q)
- 1992 — Shahar Mozes, « Mixing of all orders of Lie groups actions », Inventiones Mathematicae, vol. 107, no 1,‎ 1992, p. 235–241 (DOI 10.1007/BF01231889, Bibcode 1992InMat.107..235M)
- 1993 — Lubotzky, Alexander, Mozes, S. et Raghunathan, M. S., « Cyclic subgroups of exponential growth and metrics on discrete groups », C. R. Acad. Sci. Paris, séries I, vol. 317,‎ 1993, p. 735 (lire en ligne)
- 1995 — Shahar Mozes, « Epimorphic subgroups and invariant measures », Ergodic Theory and Dynamical Systems, vol. 15, no 6,‎ 1995, p. 1207–1210 (DOI 10.1017/S0143385700009871)
- 1996 — Marc Burger et Shahar Mozes, « CAT(-1)-Spaces, Divergence Groups and their Commensurators », Journal of the American Mathematical Society, vol. 9, no 1,‎ 1996, p. 57–93 (DOI 10.1090/S0894-0347-96-00196-8)
- 1996 — Alex Eskin, Shahar Mozes et Nimish Shah, « Unipotent Flows and Counting Lattice Points on Homogeneous Varieties », The Annals of Mathematics, vol. 143, no 2,‎ 1996, p. 253 (DOI 10.2307/2118644, lire en ligne)
- 1997 — A. Eskin, S. Mozes et N. Shah, « Non-divergence of translates of certain algebraic measures », Geometric and Functional Analysis, vol. 7,‎ 1997, p. 48–80 (DOI 10.1007/PL00001616)
- 1997 — Marc Burger et Shahar Mozes, « Finitely presented products of trees », C. R. Acad. Sci. Paris, séries I, vol. 324,‎ 1997, p. 747–752 (DOI 10.1016/S0764-4442(97)86938-8, lire en ligne)
- 1997 — Shahar Mozes, « Aperiodic tilings », Inventiones Mathematicae, vol. 128, no 3,‎ 1997, p. 603–611 (DOI 10.1007/s002220050153)
- 1998 — Eskin, A., Margulis, G. et Mozes, S., « Upper bounds and asymptotics in a quantitative version of the Oppenheim conjecture », Annals of Mathematics, vol. 147, no 1,‎ 1998, p. 93–141 (DOI 10.2307/120984, lire en ligne)
- 2000 — Alexander Lubotzky, Shahar Mozes et M. S. Raghunathan, « The word and Riemannian metrics on lattices of semisimple groups », Publications Mathématiques de l'IHÉS, vol. 91,‎ 2000, p. 5–53 (DOI 10.1007/BF02698740, lire en ligne)
- 2000 — Marc Burger et Shahar Mozes, « Groups acting on trees: from local to global structure », Publications Mathématiques de l'IHÉS, vol. 92,‎ 2000, p. 113–150 (DOI 10.1007/BF02698915, lire en ligne)
- 2000 — Marc Burger et Shahar Mozes, « Lattices in product of trees », Publications Mathématiques de l'IHÉS, vol. 92,‎ 2000, p. 151–194 (DOI 10.1007/BF02698916, lire en ligne)
- 2002 — Alex Eskin, Shahar Mozes et Hee Oh, « Uniform exponential growth for linear groups », International Mathematics Research Notices, vol. 2002, no 31,‎ 2002, p. 1675–1683 (DOI 10.1155/S1073792802108099, arXiv math/0108157)
- 2005 — Yair Glasner et Shahar Mozes, « Automata and Square Complexes », Geometriae Dedicata, vol. 111,‎ 2005, p. 43–64 (DOI 10.1007/s10711-004-1815-2, arXiv math/0306259)
- 2009 — Cornelia Druţu, Shahar Mozes et Mark Sapir, « Divergence in lattices in semisimple Lie groups and graphs of groups », Transactions of the American Mathematical Society, vol. 362, no 5,‎ 2009, p. 2451–2505 (DOI 10.1090/S0002-9947-09-04882-X)
- 2011 — Jean Bourgain, Alex Furman, Elon Lindenstrauss et Shahar Mozes, « Stationary measures and equidistribution for orbits of nonabelian semigroups on the torus », Journal of the American Mathematical Society, vol. 24, no 1,‎ 2011, p. 231-280 (DOI 10.1090/S0894-0347-2010-00674-1)
- 2019 — Uri Bader, Pierre-Emmanuel Caprace, Tsachik Gelander et Shahar Mozes, « Lattices in amenable groups », Fundamenta Mathematicae, vol. 246, no 3,‎ 2019, p. 217-255 (zbMATH 1423.22012)